# Roy Edan
Roy Edan (11. listopadu 1978 – 7. října 2023) byl izraelský fotožurnalista pracující pro noviny Ynet a Jedi'ot achronot, kterého zabili teroristé Hamásu při masakru ve vesnici Kfar Aza.

## Smrt
Dne 7. října 2023 byl jeho domov ve vesnici Kfar Aza během masakru infiltrován teroristy. Edanova žena byla zastřelena a jejich tříletá dcera byla unesena a odvezena do pásma Gazy. Dvě starší děti byly nalezeny ukryté ve skříni. Edan byl považován za nezvěstného, dokud jeho tělo nebylo identifikováno o deset dní později. Bylo mu 45 let.